# غزوان (اسم)
أصل أسم غزوان عربي، وهو أسم علم مذكر على وزن فَعْلان، ومعناه: الكثير الغزو، والسائر نحو العدو غازياً. والألف والنون تدلان على الكثرة.
وهو اسم علم شخصي مذكر عربي، وله انتشار في العالم العربي.
ومن أشتقاقاته غازي، وغزوة وغازية.

## الشخصيات
- غزوان حجازي، شاعر وكاتب ومؤلف حجازي الأصل، سوري المنشأ ومغربي الإقامة.